# باول لوكاس (لاعب كرة قدم)
باول لوكاس (بالإنجليزية: Paul Lucas)‏ (27 أبريل 1936 - 1 يناير 1992) هو لاعب كرة قدم بريطاني في مركز الوسط. لعب مع أستون فيلا.